# Голямата арка
Голямата арка на братството (на френски: La Grande Arche de la Fraternité), известна под името Голямата арка Дефанс (на френски: La Grande Arche de la Défense) или просто Голямата арка (на френски: Grande Arche) е сграда паметник (арка) в квартала Дефанс, в западната част на квартала, на територията на парижкото предградие Пюто (деп. О дьо Сен).

## История
Още президентите Жорж Помпиду и Валери Жискар д'Естен имат идеята да означат парижката историческа ос (Axe historique) с величествен архитектурен шедьовър. Осъществяването на идеята започва през 1983 г. след конкурса „Лицето на Дефанс“, по инициатива на президента Франсоа Митеран, като целта е да се продължи историческата ос на Париж, която води от Лувъра през обелиска на Площад Конкорд и Триумфалната арка.
Конкурсът събира 484 проекта от цял свят. Победител става новаторският дизайн на датския архитект Йохан Ото фон Спрекелсен. Интересно е, че за да съобщят на фон Спрекелсен новината, че именно неговият проект е избран окончателно, френският пратеник от Париж е трябвало да стигне до него с лодка, тъй като архитектът бил в селската си къща, разположена на остров без никакви съвременни средства за комуникация.
Йохан Ото фон Спрекелсен замисля Голямата арка Дефанс като вариант от XX век на Триумфалната арка, която е на площад Шарл дьо Гол. Монументът е трябвало да е посветен на човечеството и на идеите на хуманизма, а не на военни победи.
След смъртта на архитекта на 16 март 1987 г. неговият помощник, френският архитект Пол Андрьо, завършва строителството.
Арката е построена от френското предприятие за обществени дейности Bouygues.
Открита е тържествено през юли 1989 г., по случай 200-годишнината от Френската революция, а също по случай срещата на Голямата седморка. Намирайки се на историческата ос изток-запад на Париж, Голямата арка се вижда през Триумфалната арка и Малката триумфална арка в парка Тюйлери.

## Конструкция
Арката представлява проекция на хиперкуб (тесеракт) в триизмерно пространство:
- дължина – 108 m;
- височина – 110 m;[2]
- ширина – 112 m;

Арката се крепи на 12 опори, монтирани на хидравлични крикове Savoyard, за да може нестабилната земя да поддържа маса от 300 000 тона. Всяка хоризонтална страна на куба се състои от 4x4 бетонни греди с дължина 75 m. Верига от стоманени кабели обхваща конструкцията. Конструкцията от двете колони е строена едновременно от два екипа работници, независими един от друг. Две хиляди квалифицирани специалисти работят на строителната площадка; двама души загиват при изграждането на горната част на конструкцията. Първият хиперархитектурен обект в света, „3D проекция“ на 4D политоп, е завършен в годината на стогодишнината на Айфеловата кула.
За външната декорация на арката са използвани различни материали. Северната и южната фасада са покрити с дебели 5 cm тонирани стъклени панели, специално проектирани да предотвратят оптичната деформация и да устоят на мощния натиск на вятъра. Повърхността на северната фасада отначало е покрита с бял карарски мрамор, но поради недостатъчна здравина някои от тях впоследствие са заменени със сив гранит..
В отвора на Арката има гигантски „облак“. Конструкцията е закрепена със стоманени кабели към стените на Арката и сама по себе си е произведение на изкуството.
Асансьорът е направен изцяло от стъкло и е разположен във вдлъбнатина.
На върха на Арката има зала за конгреси и изложби, както и платформа, от която може да види целият квартал Défense и западната част на Париж.